# Puya weberiana
Puya weberiana är en gräsväxtart som beskrevs av Charles Jacques Édouard Morren och Carl Christian Mez. Puya weberiana ingår i släktet Puya och familjen Bromeliaceae. Inga underarter finns listade i Catalogue of Life.